# کنوویز
کنوویز (به چکی: Knovíz) یک منطقهٔ مسکونی در جمهوری چک است که در شهرستان کلادنو واقع شده‌است. کنوویز ۵۱۵ نفر جمعیت دارد.